# (33073) 1997 WU16
1997 دابليو يو 16 (ويعرف أيضًا باسم (33073) 1997 دابليو يو 16 وفق تسمية الكوكب الصغير) (بالإنجليزية: 1997 WU16)‏ هو كويكب ضمن حزام الكويكبات؛ وترتيبه 33073 من حيث الاكتشاف.
اكتُشف هذا الجُرم الفلكي بواسطة تعقب الأجرام القريبة من الأرض في 28 نوفمبر 1997.

## وصلات خارجية
- (33073) 1997 WU16 في قاعدة بيانات مختبر الدفع النفاث لأجرام النظام الشمسي الصغيرة

- الاكتشاف · مخطط المدار ·  العناصر المدارية · المعلمات المادية

- (33073) 1997 WU16 على موقع ويكي سكاي: DSS2, SDSS, GALEX, IRAS, Hydrogen α, X-Ray, Astrophoto, Sky Map, Articles and images